# Sciantosa

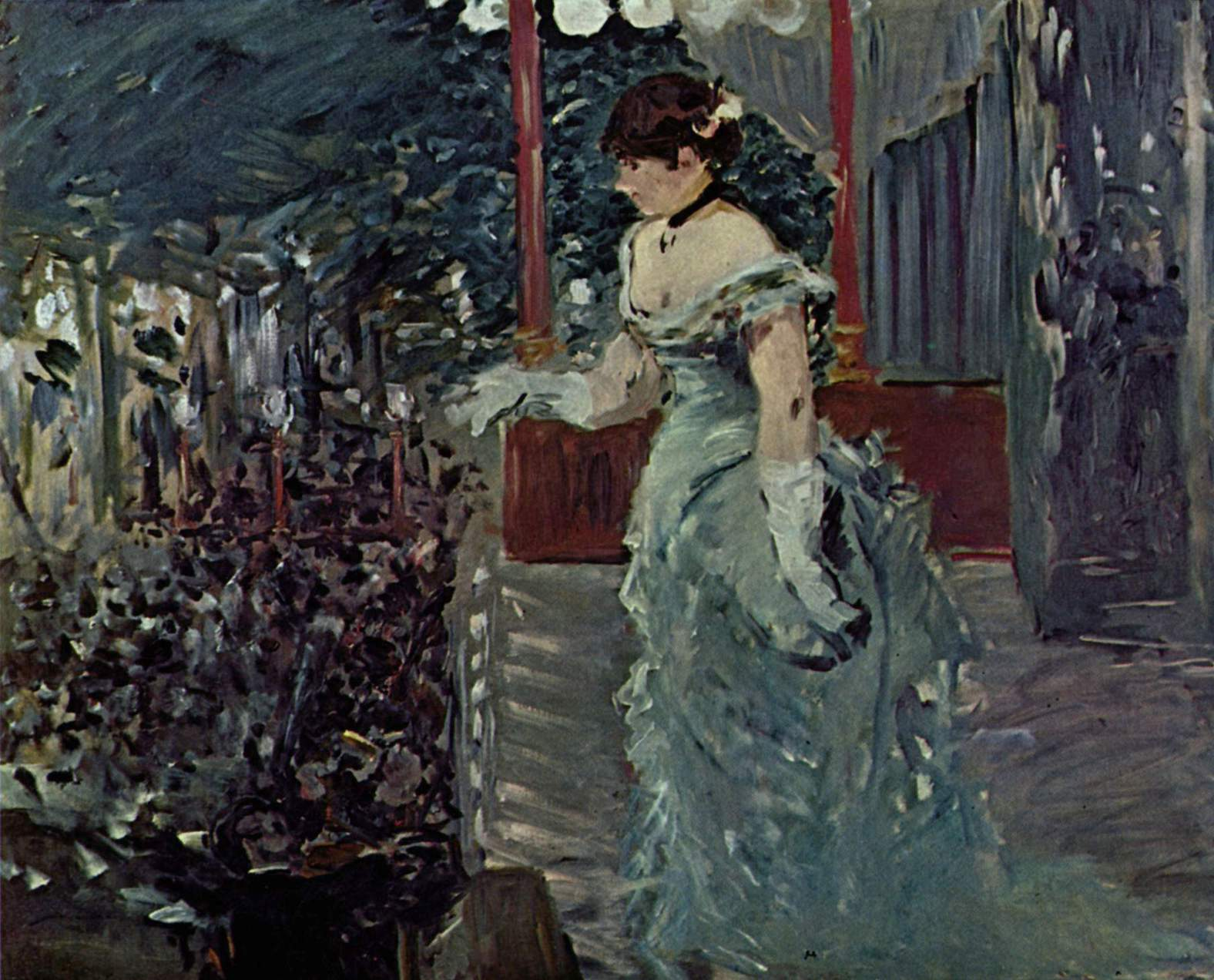
La Chanteuse du Café-Concert di Édouard Manet

La sciantosa era una figura professionale del café-chantant, confluita poi nei generi di derivazione come il teatro di varietà, la rivista e l'avanspettacolo. La nascita del termine si fa risalire quindi agli anni intercorsi tra la fine dell'Ottocento e gli inizi del Novecento.

## Caratteristiche

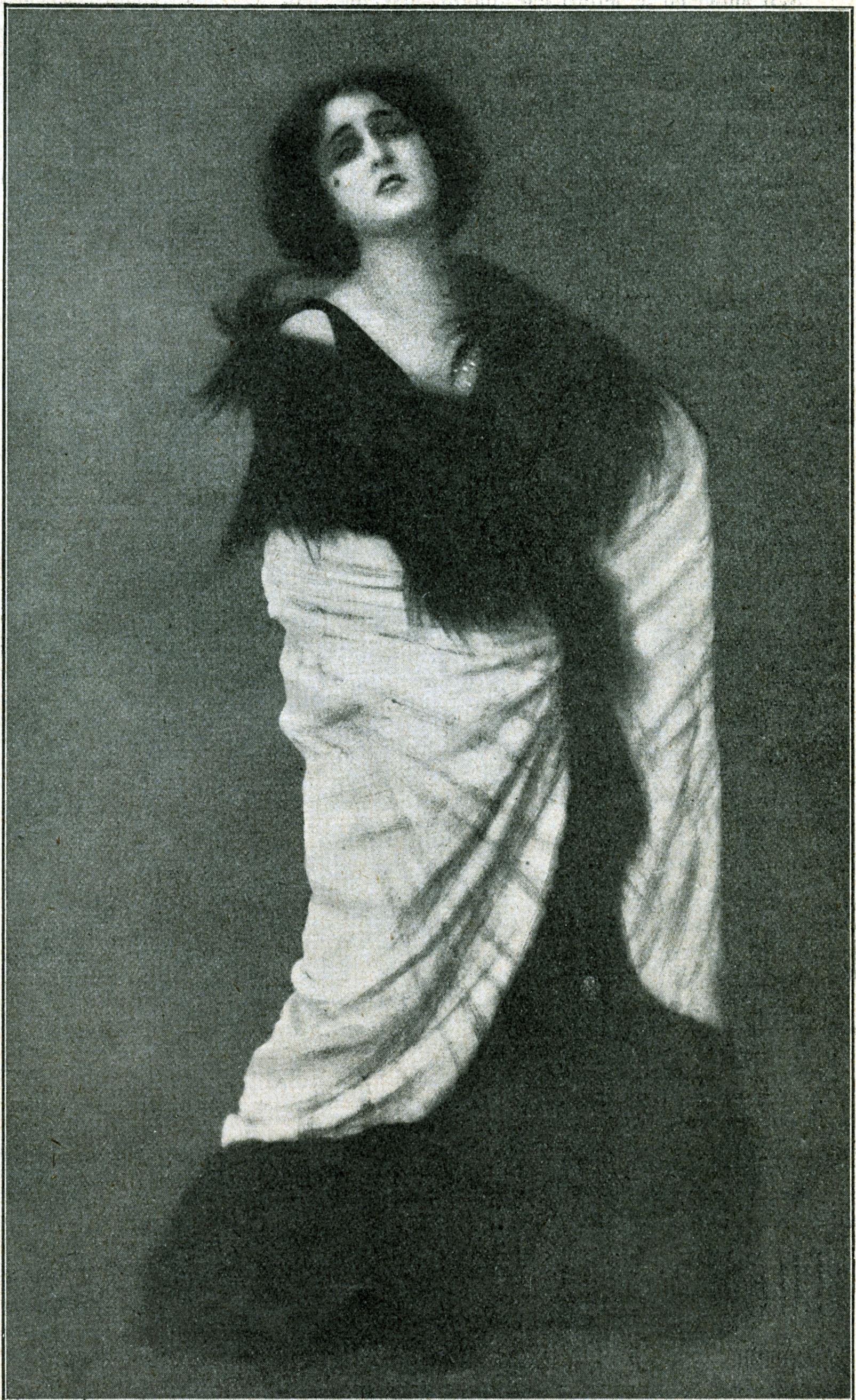
Anna Fougez nel 1924

Il termine «sciantosa» è un'italianizzazione (o meglio un riadattamento in lingua napoletana) della parola francese «chanteuse», che letteralmente significa «cantante»: inizialmente, infatti, le sciantose eseguivano nei café-chantant brani e arie tratti da opere liriche o operette famose. Si può pensare alla sciantosa come ad una riproduzione, in piccolo, della diva del teatro d'opera. Col passare del tempo, però, il termine  «sciantosa» acquisì sempre più il significato di donna fatale, seducente, ammaliatrice: alle effettive capacità artistiche della divetta di turno, dunque, erano preferite le caratteristiche fisiche e di portamento in scena.
Le sciantose erano uno dei pezzi forti nelle variegate proposte del cafè-chantant: solitamente si costruivano un passato ad hoc per rendere la loro presenza intrigante e maliziosa, parlavano con accenti stranieri per lasciar presupporre un esotismo che non apparteneva loro e millantavano storie d'amore con esponenti dell'alta società (magari solo intravisti in platea). Una caratteristica delle sciantose più ricche e famose era quella di potersi permettere dei claquer, ossia un gruppo di persone che, dietro compenso, applaudivano ed urlavano a dismisura alla fine delle esecuzioni per trascinare la sala nel delirio più completo, accrescendo così notevolmente la quotazione dell'ingaggiatrice di turno.
Famose sciantose furono Anna Fougez, Paolina Giorgi, Gilda Mignonette, Olimpia D'Avigny, Yvonne De Fleuriel, Carmine Laurenza. Col passare dei tempi e la nascita di cinema e televisione, la sciantosa come figura professionale è scomparsa, confluendo in quelle dell'odierna soubrette o showgirl.

## Nei media
- La sciantosa è il titolo di un film di Alfredo Giannetti del 1971, interpretato da Massimo Ranieri e Anna Magnani nella parte della sciantosa.
- Anche la cantante Mariah Carey ha utilizzato, nella sua forma originale, questo appellativo, dando al suo quattordicesimo disco, uscito nel 2014, il titolo Me. I Am Mariah... The Elusive Chanteuse.
- Sciantosa viene utilizzato al termine della canzone degli Elio e le Storie Tese, Born to Be Abramo dove Rocco Tanica nei panni del sacerdote di un oratorio riprende le ragazze con :"...le signorine che si presentano qui in oratorio a 13-14 anni pittate come delle sciantose, sappiano che questo non è né il luogo né l'occasione per dedicarsi a certe attività..."
- Sciantosa viene utilizzato da Francesco De Gregori nel testo di Vecchi amici, brano contenuto nell'album Canzoni d'amore del 1992, nel verso seguente:

"Ma ti ricordi com'eri quando cercavi una sistemazione?
Professionista dell'amicizia
E della compassione
Ma sempre meglio di adesso
Che vai girando come una sciantosa
E non sei niente ma fai di tutto
Per sembrare qualcosa"